# U-632 (tàu ngầm Đức)
U-632 là một tàu ngầm tấn công  Lớp Type VII thuộc phân lớp Type VIIC được Hải quân Đức Quốc Xã chế tạo trong Chiến tranh Thế giới thứ hai. Nhập biên chế năm 1942, nó chỉ thực hiện được hai chuyến tuần tra và đánh chìm được hai tàu buôn với tổng tải trọng 15.255 GRT. Trong chuyến tuần tra cuối cùng, U-632 bị một máy bay ném bom B-24 Liberator của Không quân Hoàng gia Anh thả mìn sâu đánh chìm trong Đại Tây Dương vào ngày 6 tháng 4, 1943.

## Thiết kế và chế tạo

### Thiết kế

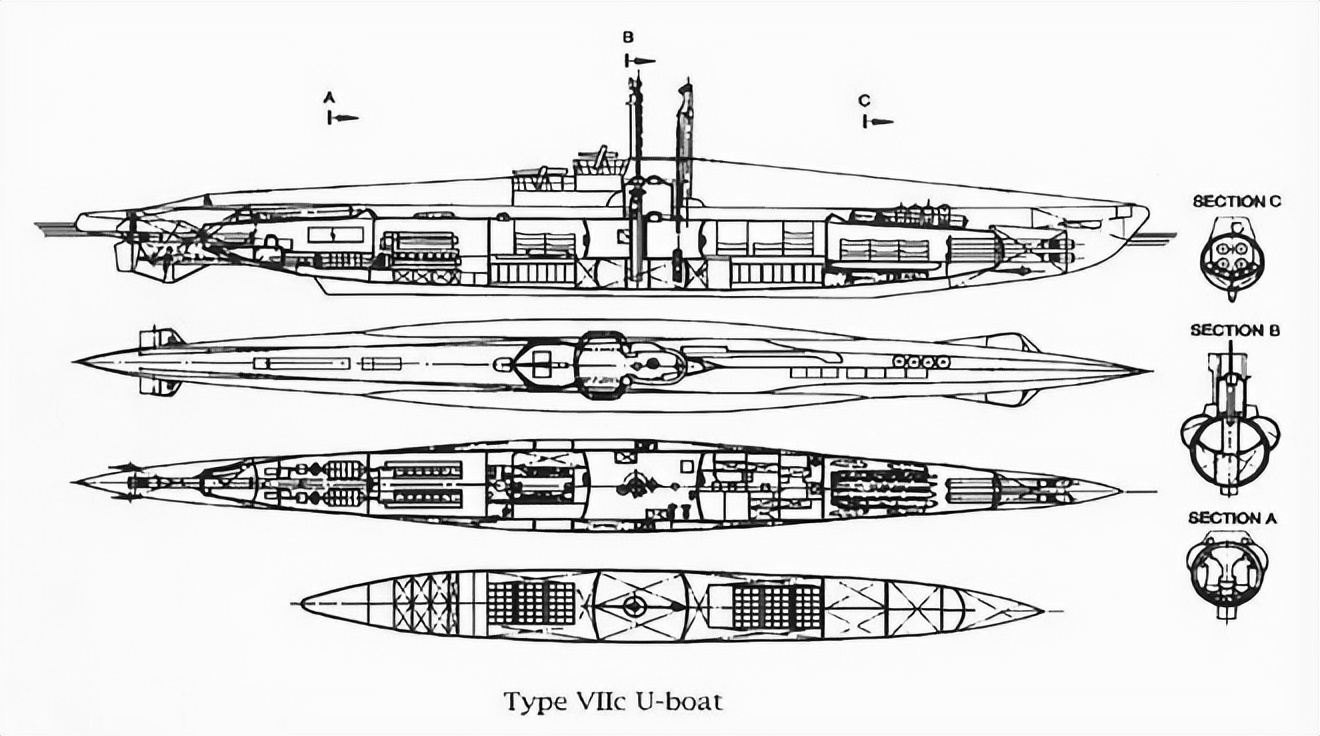
Sơ đồ các mặt cắt một tàu ngầm Type VIIC

Phân lớp VIIC của Tàu ngầm Type VII là một phiên bản VIIB được kéo dài thêm. Chúng có trọng lượng choán nước 769 t (757 tấn Anh) khi nổi và 871 t (857 tấn Anh) khi lặn). Con tàu có chiều dài chung 67,10 m (220 ft 2 in), lớp vỏ trong chịu áp lực dài 50,50 m (165 ft 8 in), mạn tàu rộng 6,20 m (20 ft 4 in), chiều cao 9,60 m (31 ft 6 in) và mớn nước 4,74 m (15 ft 7 in).
Chúng trang bị hai động cơ diesel Germaniawerft F46 siêu tăng áp 6-xy lanh 4 thì, tổng công suất 2.800–3.200 PS (2.100–2.400 kW; 2.800–3.200 bhp), dẫn động hai trục chân vịt đường kính 1,23 m (4,0 ft), cho phép đạt tốc độ tối đa 17,7 kn (32,8 km/h), và tầm hoạt động tối đa 8.500 nmi (15.700 km) khi đi tốc độ đường trường 10 kn (19 km/h). Khi đi ngầm dưới nước, chúng sử dụng hai động cơ/máy phát điện Garbe, Lahmeyer & Co. RP 137/c  tổng công suất 750 PS (550 kW; 740 shp). Tốc độ tối đa khi lặn là 7,6 kn (14,1 km/h), và tầm hoạt động 80 nmi (150 km) ở tốc độ 4 kn (7,4 km/h). Con tàu có khả năng lặn sâu đến 230 m (750 ft).
Vũ khí trang bị có năm ống phóng ngư lôi 53,3 cm (21 in), bao gồm bốn ống trước mũi và một ống phía đuôi, và mang theo tổng cộng 14 quả ngư lôi, hoặc tối đa 22 quả thủy lôi TMA, hoặc 33 quả TMB. Tàu ngầm Type VIIC bố trí một hải pháo 8,8 cm SK C/35 cùng một pháo phòng không 2 cm (0,79 in) trên boong tàu. Thủy thủ đoàn bao gồm 4 sĩ quan và 40-56 thủy thủ.

### Chế tạo
U-632 được đặt hàng vào ngày 15 tháng 8, 1940, và được đặt lườn tại xưởng tàu của hãng Blohm & Voss ở Hamburg vào ngày 4 tháng 9, 1941. Nó được hạ thủy vào ngày 27 tháng 5, 1942, và nhập biên chế cùng Hải quân Đức Quốc Xã vào ngày 23 tháng 7, 1942 dưới quyền chỉ huy của Hạm trưởng, Trung úy Hải quân Hans Karpf.

## Lịch sử hoạt động
Sau khi hoàn tất việc huấn luyện trong thành phần Chi hạm đội U-boat 5, U-632 được điều sang Chi hạm đội U-boat 1 từ ngày 1 tháng 1, 1943 để hoạt động trên tuyến đầu cho đến khi bị mất.

### Chuyến tuần tra thứ nhất
U-632 đã di chuyển từ cảng Kiel, Đức đến Marviken (gần Kristiansand, Na Uy) vào cuối tháng 12, 1942, rồi khởi hành từ đây vào ngày 29 tháng 12 cho chuyến tuần tra đầu tiên trong chiến tranh. Nó băng qua khe GI-UK giữa Iceland và quần đảo Faroe để vòng qua quần đảo Anh và hoạt động tại vùng biển Bắc Đại Tây Dương về phía Tây Ireland (Khu vực Tiếp cận phía Tây). Vào ngày 3 tháng 2, 1943, nó phóng ngư lôi đánh chìm chiếc tàu chở dầu Anh Cordelia 8.190 GRT, vốn bị tách khỏi Đoàn tàu HX-224, ở vị trí về phía Nam Iceland. Chiếc U-boat kết thúc chuyến tuần tra và đi đến cảng Brest bên bờ Đại Tây Dương của Pháp đã bị Đức chiếm đóng, đến nơi vào ngày 14 tháng 2.

### Chuyến tuần tra thứ hai – Bị mất
U-632 xuất phát từ Brest vào ngày 15 tháng 3 cho chuyến tuần tra thứ hai, cũng là chuyến cuối cùng, và hoạt động tại vùng biển Bắc Đại Tây Dương về phía Đông Nam Greenland. Vào ngày 6 tháng 4, sau chín giờ truy đuổi, nó phóng ngư lôi đánh chìm chiếc tàu buôn Hà Lan Blitar 7.065 GRT ở vị trí khoảng 520 nmi (960 km) về phía Đông mũi Farewell, Greenland.
Cùng ngày hôm đó, U-632 bị một máy bay ném bom B-24 Liberator thuộc Liên đội 86 Không quân Hoàng gia Anh thả mìn sâu đánh chìm trong Đại Tây Dương ở vị trí về phía Tây Nam Iceland, tại tọa độ 58°02′B 28°42′T / 58,033°B 28,7°T. Toàn bộ 48 thành viên thủy thủ đoàn của U-632 đều đã tử trận.

### "Bầy sói" tham gia
U-632 từng tham gia bốn bầy sói:
- Falke (4 - 19 tháng 1, 1943)
- Landsknecht (19 28 tháng 1, 1943)
- Seeteufel (23 - 30 tháng 3, 1943)
- Löwenherz (1 - 6 tháng 4, 1943)

### Tóm tắt chiến công
U-632 đã đánh chìm được hai tàu buôn tổng tải trọng 15.255 GRT:
| Ngày            | Tên tàu  | Quốc tịch      | Tải trọng | Số phận      |
| --------------- | -------- | -------------- | --------- | ------------ |
| 3 tháng 2, 1943 | Cordelia | United Kingdom | 8.190     | Bị đánh chìm |
| 6 tháng 4, 1943 | Blitar   | Netherlands    | 7.065     | Bị đánh chìm |